# Bahaba taipingensis
Bahaba taipingensis é uma espécie de peixe da família Sciaenidae.
Pode ser encontrada nos seguintes países: China, Hong Kong e Macau.
Os seus habitats naturais são: mar aberto, mar costeiro, pradarias aquáticas subtidais, costas rochosas e águas estuarinas.
Está ameaçada por perda de habitat.